# Baker Lake
Baker Lake, inuit Qamani'tuaq (ᖃᒪᓂᑦᑐᐊᖅ), är ett samhälle i Kivalliq i det kanadensiska territoriet Nunavut. Det är det samhälle i Kanada som ligger närmast Kanadas geografiska mittpunkt. Befolkningen uppgick år 2016 till 2 069 invånare. Samhället ligger vid sjön Baker Lake och har en flygplats Baker Lake Airport.

## Klimat
Baker Lake är en av få platser i Nunavut som inte har arktiskt klimat, då medeltemperaturen i juli överstiger +10 °C. Klimatet är subarktiskt (Köppens system).
|                                 | Jan   | Feb   | Mar   | Apr   | Maj   | Jun   | Jul  | Aug  | Sep   | Okt   | Nov   | Dec   | År    |
| ------------------------------- | ----- | ----- | ----- | ----- | ----- | ----- | ---- | ---- | ----- | ----- | ----- | ----- | ----- |
| Medeltemp. (°C)                 | −32,3 | −31,5 | −27,2 | −17,4 | −5,8  | 4,9   | 11,4 | 9,5  | 2,6   | −7,5  | −20,1 | −28,4 | −11,8 |
|                                 |       |       |       |       |       |       |      |      |       |       |       |       |       |
| Högsta rekord (°C)              | −1,7  | −4,1  | 1,5   | 5     | 13,9  | 28,1  | 33,6 | 30,9 | 22,6  | 9,7   | 2,2   | −1,1  | 33,6  |
| Högsta medeltemp. (°C)          | −28,7 | −27,9 | −22,9 | −12,6 | −2,2  | 9,2   | 16,7 | 14   | 5,9   | −4,2  | −16,3 | −24,8 | −7,8  |
| Lägsta medeltemp. (°C)          | −35,8 | −35,1 | −31,5 | −22,1 | −9,4  | −0,5  | 6    | 5    | −0,6  | −10,7 | −23,9 | −31,9 | −15,8 |
| Lägsta rekord (°C)              | −50,6 | −50   | −50   | −41,1 | −27,8 | −13,9 | −1,7 | −3,4 | −14,4 | −30,6 | −42,7 | −45,6 | −50,6 |
|                                 |       |       |       |       |       |       |      |      |       |       |       |       |       |
| Nederbörd (mm)                  | 7,5   | 7,2   | 10,5  | 13,6  | 15,6  | 24,1  | 41,8 | 47   | 44,1  | 32,1  | 17    | 10,2  | 270,4 |
| Källa: Canadian Climate Normals |       |       |       |       |       |       |      |      |       |       |       |       |       |